# Han Myeong-mok
Han Myeong-mok (Masan, 1º febbraio 1991) è un sollevatore sudcoreano.
Ha partecipato ai Giochi di Rio de Janeiro 2016 e di Tokyo 2020, gareggiando, rispettivamente, nei 67 kg e 62 kg.